# Myriam Fox-Jerusalmi
Myriam Fox-Jerusalmi (nacida como Myriam Jerusalmi, Marsella, 24 de octubre de 1961) es una deportista francesa que compitió en piragüismo en la modalidad de eslalon.
Participó en dos Juegos Olímpicos de Verano, en los años 1992 y 1996, obteniendo una medalla de bronce en Atlanta 1996, en la prueba de K1 individual. Ganó diez medallas en el Campeonato Mundial de Piragüismo en Eslalon entre los años 1983 y 1995.
Se casó con el piragüista británico Richard Fox, es cuñada de la piragüista Rachel Crosbee y madre de Jessica y Noemie Fox, quienes compiten en el mismo deporte representando a Australia.

## Palmarés internacional
| Juegos Olímpicos   | Juegos Olímpicos              | Juegos Olímpicos  | Juegos Olímpicos |
| Año                | Lugar                         | Medalla           | Competición      |
| ------------------ | ----------------------------- | ----------------- | ---------------- |
| 1996               | Atlanta (Estados Unidos)      | Medalla de bronce | K1 individual    |
| Campeonato Mundial |                               |                   |                  |
| Año                | Lugar                         | Medalla           | Competición      |
| 1983               | Merano (Italia)               | Medalla de oro    | K1 por equipos   |
| 1985               | Augsburgo (RFA)               | Medalla de oro    | K1 por equipos   |
| 1987               | Bourg-Saint-Maurice (Francia) | Medalla de plata  | K1 individual    |
| 1987               | Bourg-Saint-Maurice (Francia) | Medalla de plata  | K1 por equipos   |
| 1989               | Río Savage (Estados Unidos)   | Medalla de oro    | K1 individual    |
| 1989               | Río Savage (Estados Unidos)   | Medalla de oro    | K1 por equipos   |
| 1991               | Tacen (Yugoslavia)            | Medalla de oro    | K1 por equipos   |
| 1993               | Mezzana (Italia)              | Medalla de oro    | K1 individual    |
| 1993               | Mezzana (Italia)              | Medalla de oro    | K1 por equipos   |
| 1995               | Nottingham (Reino Unido)      | Medalla de oro    | K1 por equipos   |